# 鄧士亮
鄧士亮（16世紀—17世紀），字寅侯，湖廣武昌府蒲圻縣人，明朝政治人物。

## 生平
鄧士亮是萬曆十九年（1591年）辛卯科舉人，三十二年（1604年）會試中副榜，授夷陵州學正，調任綿州，陞任肇慶推官，考最入朝擔任宗人府經歷，陞南京戶部員外郎處理揚州關稅，利潤萬餘兩都送回內庫，不中包私囊；再陞南京戶部郎中，外調馬湖知府，適逢苗族人入侵，他和守備王從周迎戰，斬殺其首領威夜月池等四十人，其餘山寨一一平定。朝廷出價拿取當地銅產萬觔，最後未有使用，到府追討差價，他說：「昔日出高價徵銅，現在卻拿銅徵價兩倍，我的人民怎能負荷？」因此拿出俸祿解補，不久陞任上川南道，在官署去世，有《屏史》二十卷，《心月軒集》十六卷流傳。

## 引用
1. 1 2  同治《蒲圻縣志·卷七·人物》：鄧士亮，字寅侯，廷珮子，萬歷辛卯舉人，甲辰明通進士，兩任州學正，擢肇慶府推官，考最入為宗人府經歷，陞南戶部員外榷楊州關稅，嬴金萬餘兩悉輸內帑；陞郎中，出知四川馬湖府 今雷波廳，苗寇犯順，士亮會同守備王從周迎戰，斬苗首威夜月池等四十，餘寨悉平。時上司出價取銅，萬觔既而不用追價，士亮曰：「昔以價徵銅，今以銅徵價兩厲，吾民何能堪此？」乃捐俸解補，旋陞上川南道，卒於官 府志 ，所著譔載藝文志。
2. ↑  康熙《武昌府志·卷八·人物》：鄧士亮，字寅侯，蒲圻人，萬曆辛卯舉人，甲辰副榜，兩任州學正，擢肇慶府推官，考最入為宗人府經歷，陞南戶部員外榷揚州關稅，嬴金萬餘兩悉輸內帑無所私；陞郎中，出知四川馬湖府，苗寇犯順，士亮會同守備王從周迎戰，斬苗首威夜月池等四十，餘寨悉平。時上司出價取銅，萬觔既而不用追價，士亮曰：「昔以價徵銅，今以銅徵價兩厲，吾民何能堪此？」乃捐俸解補，旋陞上川南道，卒於官署，著有《屏史》二十卷，《心月軒集》十六卷行於世。